# God’s Money
God’s Money – trzeci album studyjny amerykańskiej grupy Gang Gang Dance, wydany w 2005 roku przez wytwórnię 4AD i nagrany samodzielnie przez zespół.

## Lista utworów
1. „God’s Money I (Percussion)” – 1:58
2. „Glory in Itself/Egyptian” – 5:28
3. „Egowar” – 8:50
4. „Untitled (Piano)” – 3:19
5. „God’s Money V” – 3:39
6. „Before My Voice Fails” – 5:21
7. „God’s Money VII” – 3:16
8. „Nomad for Love (Cannibal)” – 4:50
9. „God’s Money IX” – 2:19